# Loukoléla
Pour les articles homonymes, voir Loukoléla (homonymie).
Loukoléla est une ville du Congo-Brazzaville, située dans le district de Loukoléla, région de la Cuvette. Elle se trouve sur les bords du fleuve Congo, à une cinquantaine de kilomètres en amont du confluent entre le Congo et la Sangha. Elle compte environ 8 000 habitants.

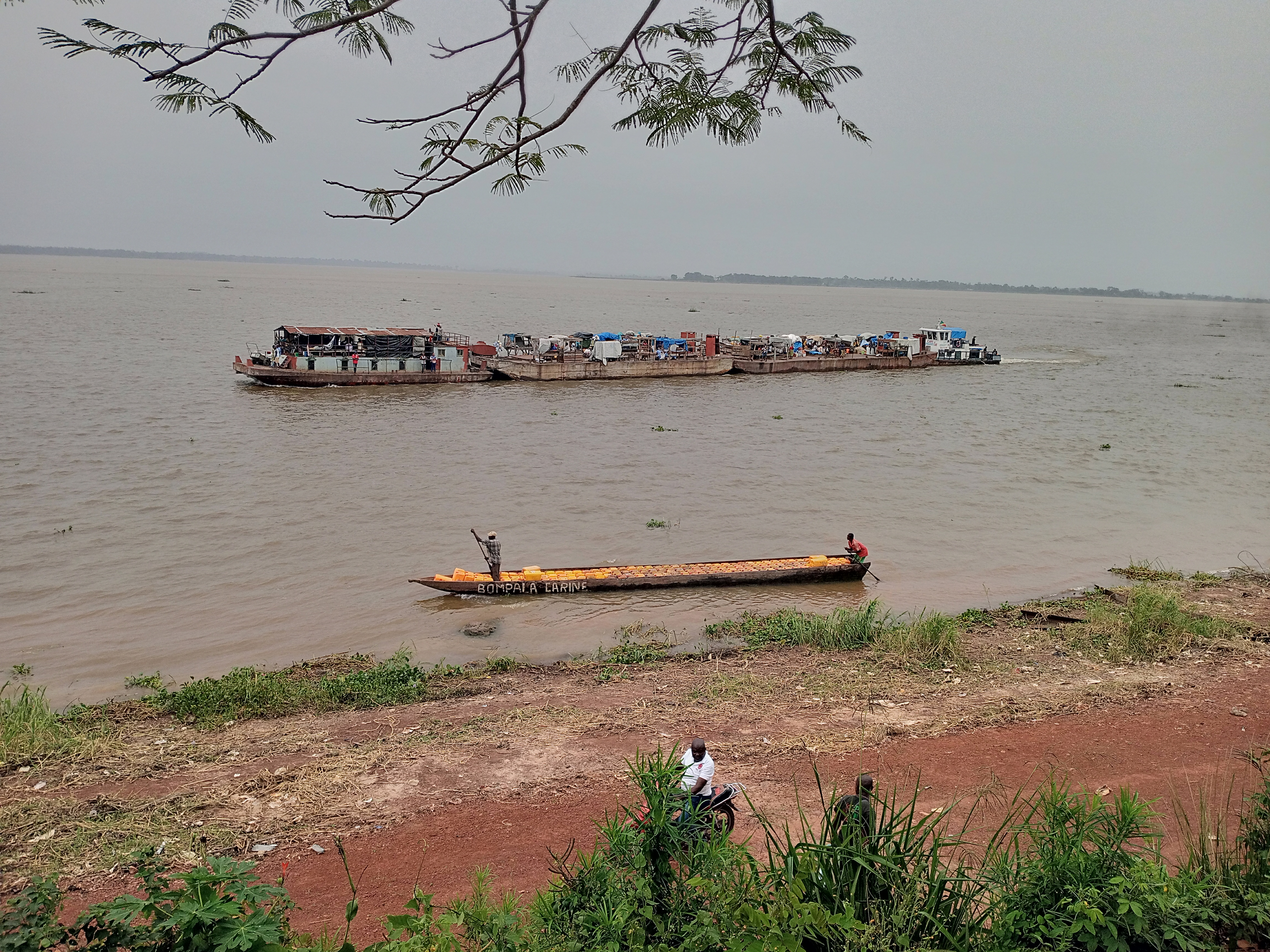
Bateau de commerçants reliant les deux rives du fleuve.

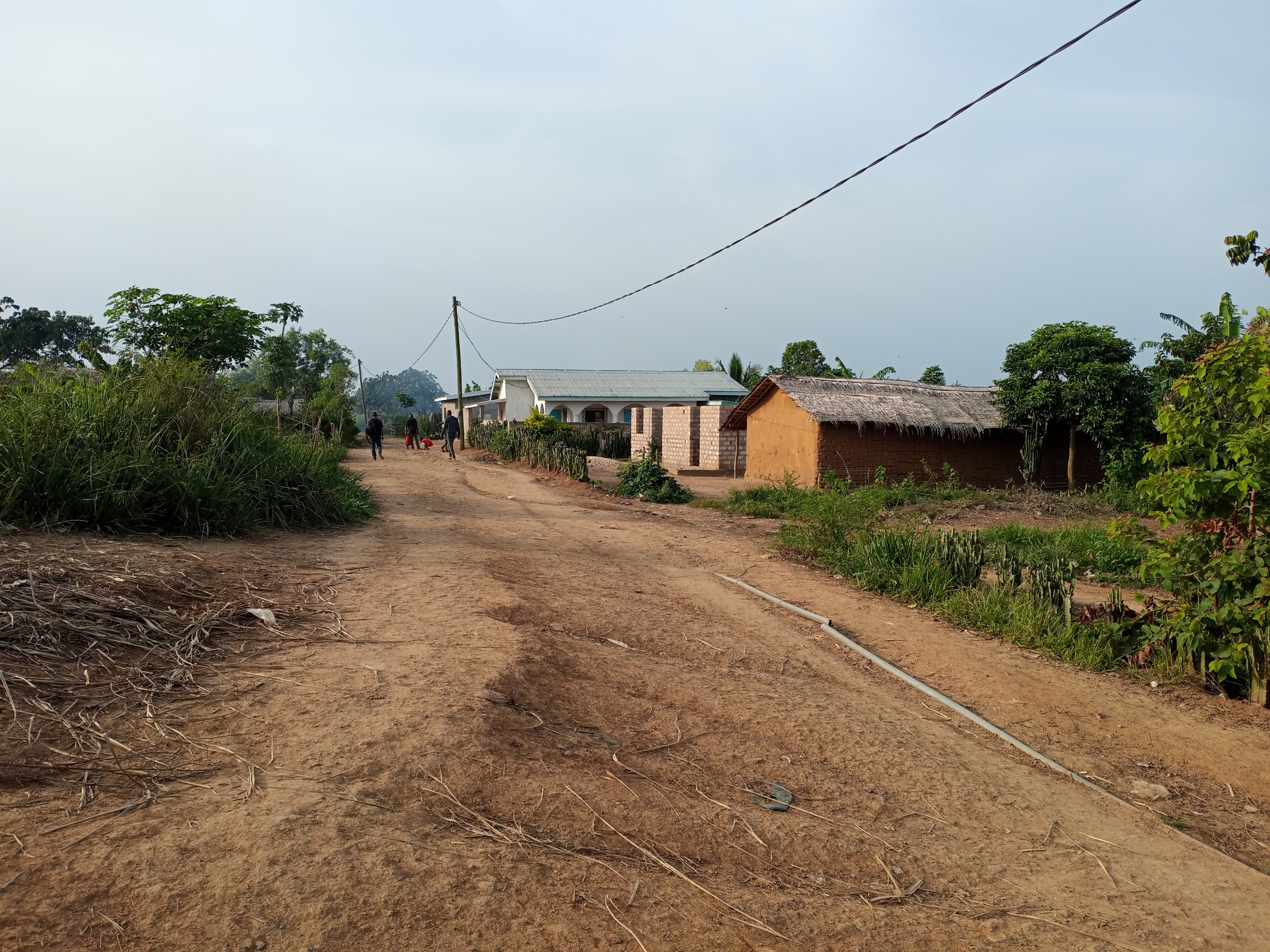
Habitations.

Loukoléla est reliée par bateau aux villes voisines, Liranga (sur le Congo) et Impfondo (sur l'Oubangui), Mossaka en aval, et la capitale du pays, Brazzaville (directement ou en passant les ports d'Oyo ou de Tchikapika, sur l'Alima). La localité de Lukolela se trouve sur l'autre rive du Congo, en République démocratique du Congo.
L'une des principales activités économiques de la ville et de la région environnante est la pêche et le fumage du poisson, qui est ensuite transporté vers les principaux centres de consommation, notamment Brazzaville. La ville accueille depuis 1996 une importante communauté de réfugiés (800 environ, 2 000 dans le district), venus du Rwanda à la suite de la destruction des camps de l'Est de la République démocratique du Congo par l'armée rwandaise, en 1994. Ces réfugiés, installés dans un camp jusqu'en 2000, puis intégrés, ont contribué au développement des cultures maraîchères dans le district, notamment la ciboule, le chou, l'aubergine, l'amarante, etc.